# Míč rozhodčího
Míč rozhodčího je zřídka používaný způsob znovunavázání hry ve fotbale. Aplikuje se po nestandardním přerušení hry, nejčastěji z důvodu nějakého vnějšího zásahu. Spočívá v upuštění míče rozhodčím na hrací plochu, přičemž se držení míče vrátí družstvu, které míčem hrálo naposledy.

## Využití
Hra se navazuje míčem rozhodčího v následujících případech:
- Pokud praskne nebo se posune břevno branky.[1]
- Pokud míč v době, kdy je ve hře, praskne nebo se jinak stane nepoužitelným.[2]
- Pokud do hry zasáhne někdo jiný než hráč (divák, podavač míčů, trenér atd., ale třeba i dříve vyloučený hráč; pokud se míče dotknul rozhodčí, přerušuje se hra jen v případě, pokud takový dotyk způsobil vstřelení branky, zahájení slibné útočné akce nebo se jím změnilo družstvo, které drží míč[3]).[4][5]
- Při přerušení hry kvůli zranění hráče, které nebylo důsledkem porušení pravidel.[6]
- Pokud je hra narušena tím, že některý z diváků pískne na píšťalku.[7]
- Pokud do hry zasáhne jiný míč, předmět či zvíře, které se dostaly na hrací plochu.[7]
- Pokud rozhodčí chybně přeruší hru v domnění, že byla vstřelena branka, ale uvědomí si svůj omyl.[8]
- Pokud rozhodčí nechtěně pískne do píšťalky a přeruší tak omylem hru.[9]
- Pokud rozhodčí přeruší hru kvůli přestupku, kterého se některý hráč dopustil na hrací ploše vůči osobě nezúčastněné na hře.[10]
- Při jiném přerušení hry z důvodu neošetřeného v pravidlech.[11]

## Provedení
Míč rozhodčího se vždy provádí pro jednoho konkrétního hráče. Pokud k poslednímu dotyku míče došlo v pokutovém území a v okamžiku přerušení hry byl míč v tomto pokutovém území, provede se míč rozhodčího pro brankáře bránícího družstva v tomto pokutovém území. Ve všech ostatních případech se míč rozhodčího provede na místě, kde se míče naposledy dotkl hráč či vnější vliv (případně rozhodčí), a to pro hráče družstva, které hrálo míčem naposledy. Všichni ostatní hráče kromě hráče, pro kterého se míč rozhodčího provádí, musí do doby, než bude míč v hře, zůstat nejméně čtyři metry od míče.
Rozhodčí vezme míč do ruky, načež ho upustí na hrací plochu. Jakmile se míč dotkne země, je ve hře. Pokud se míče dotkne hráč dříve, než se míč dotkne země, případně pokud míč opustí hrací plochu, aniž by se ho nějaký hráč dotkl, míč rozhodčího se opakuje. Přímo z míče rozhodčího nelze dosáhnout branky – pokud míč dříve, než se ho dotknou alespoň dva hráči, skončí v soupeřově brance, hra se naváže kopem od branky, pokud ve vlastní brance, soupeřící družstvo bude rozehrávat kop z rohu.

## Historický vývoj pravidla

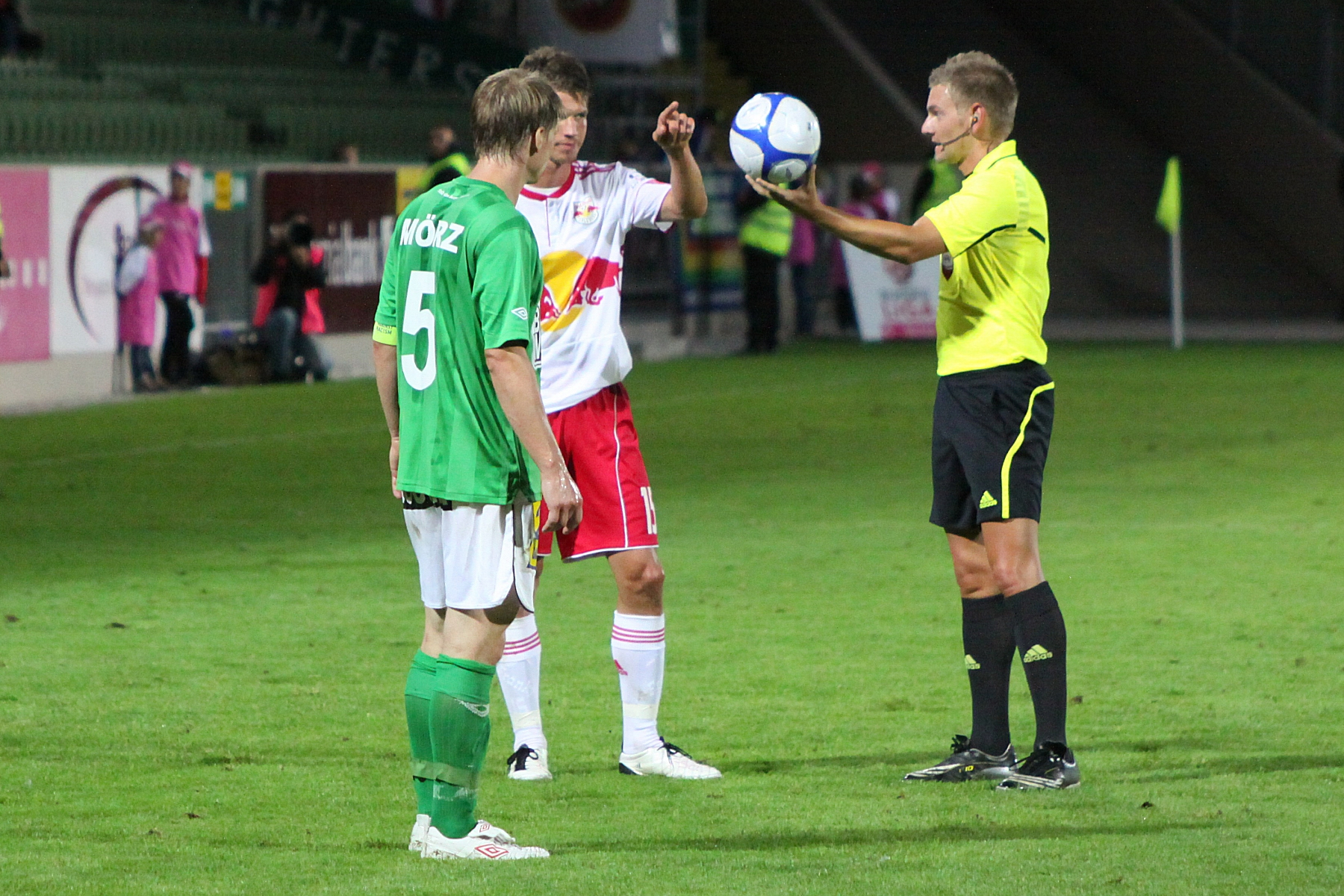
Míč rozhodčího v podobě před rokem 2019

První úprava tohoto způsobu znovunavázání hry se objevila v roce 1888, kdy bylo přidáno nové pravidlo, podle kterého měl rozhodčí v případě dočasného přerušení hry znovuzahájit hru hozením míče vzhůru na místo, kde byla hra přerušena, přičemž hráči neměli hrát do chvíle, než se míč dotkl země. Od roku 1905 se míč měl házet směrem dolů místo nahoru, od roku 1914 se pak měl míč jen upustit.
V roce 1891 byl míč rozhodčího přidán mezi situace, ve kterých je porušení pravidel trestáno nepřímým volným kopem; v roce 1937 byl však trest opět zrušen, od té doby se v případě porušení pravidel míč rozhodčího opakuje.
V roce 1984 byl přidán speciální případ pro přerušení hry uvnitř brankového území: v takové situaci se měl míč rozhodčího konat na delší čáře brankového území kolmo od přerušení hry (aby se tím předešlo shlukování a postrkování hráčů).
V roce 2012 bylo znemožněno přímo z míče rozhodčího dosáhnout branky. Tato úprava byla zavedena v roce 2012 kvůli několika případům, kdy chtěl hráč v duchu fair play míč rozhodčího pouze odevzdat soupeři, ale výsledkem bylo nechtěné vstřelení branky.
K zásadní změně došlo v pravidlech platných od července 2019. V tomto vydání se opustila koncepce neutrálního navázání hry, po kterém může nastat souboj družstev o míč. Do té doby pravidla vůbec nedefinovala, kolik hráčů obou družstev se může rozehrání účastnit či jakým způsobem, o míč tedy mohli i bojovat. V praxi to však obvykle nenastávalo, typicky se míč rozhodčího (nejčastěji způsobený zraněním hráče) rozehrával tak, že jeden hráč míč sportovně odevzdal soupeři.
Ve stejném vydání pravidel bylo také doplněno, že se hra přeruší (a následně naváže míčem rozhodčího) v případě, že se míče dotkne rozhodčí, pokud takový dotyk způsobil vstřelení branky, zahájení slibné útočné akce nebo se jím změnilo družstvo držící míč; do té doby byl rozhodčí běžnou součástí hry a hra se kvůli dotyku rozhodčího a míče nikdy nepřerušovala, což v některých případech vedlo k výrazně neférové situaci.